# Hypolycaena hatita
Hypolycaena hatita är en fjärilsart som beskrevs av William Chapman Hewitson 1865. Hypolycaena hatita ingår i släktet Hypolycaena och familjen juvelvingar. Inga underarter finns listade i Catalogue of Life.

## Bildgalleri

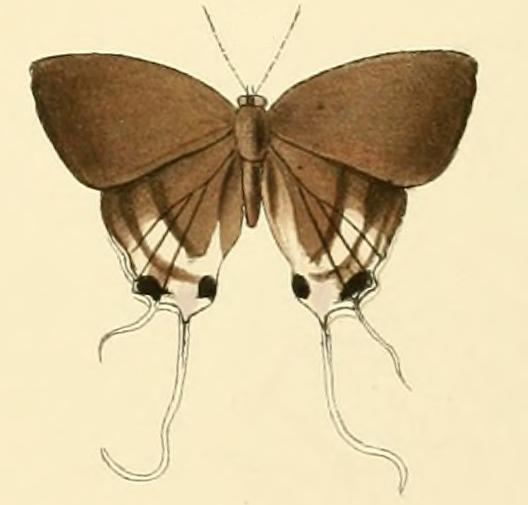
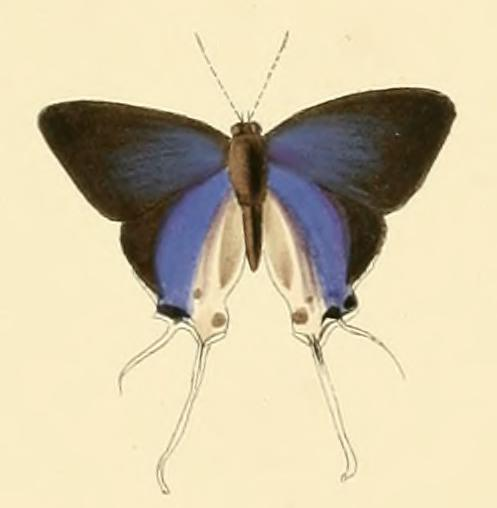